# Ceratosphys vandeli
Ceratosphys vandeli är en mångfotingart som beskrevs av Jean-Paul Mauriès 1963. Ceratosphys vandeli ingår i släktet Ceratosphys och familjen Opisthocheiridae. Inga underarter finns listade i Catalogue of Life.